# Dumanlı, Kurşunlu
Dumanlı là một thị trấn thuộc huyện Kurşunlu, tỉnh Çankırı, Thổ Nhĩ Kỳ. Dân số thời điểm năm 2010 là 964 người.